# ماهر حجار
ماهر عبد الحفيظ حجار (1968) هو سياسي سوري وعضو مجلس الشعب السوري عن دورة 2012، وُلد حجار في حي البياضة في محافظة حلب عام 1968، ويُعتبر من المعارضة الداخلية في سوريا. انتسب إلى الحزب الشيوعي السوري عام 1984 ، ثم عمل سكرتيراً لمكتب الحزب في حلب. ثم في عام 2000 انشق عن الحزب، وفي عام 2003 شكل اللجنة الوطنية لوحدة الشيوعيين السوريين. خاض عام 2007 انتخابات مجلس الشعب عن محافظة حلب، ولكنه لم ينجح. وفي عام 2012 ترشح مرة أخرى لانتخابات مجلس الشعب عن حزب الجبهة الشعبية للتغيير والتحرير وفاز في المرتبة الثانية ضمن أصوات المستقلين.

## حياته الشخصية
متزوج وله ابنة واحدة.

## تعليمه
حاصل على دبلوم دراسات لغوية عليا من كلية الآداب والعلوم الإنسانية في جامعة حلب.

## الانتخابات الرئاسية السورية 2014
ترشح ماهر حجار لمنصب رئاسة الجمهورية العربية السورية في 23 أبريل 2014، وكان أول المترشحين للانتخابات الرئاسية بطلب إلى المحكمة الدستورية العليا.